# ألبرتو غوريز
ألبرتو غوريز (بالإسبانية: Alberto Górriz Echarte) (مواليد 16 فبراير 1958) هو لاعب كرة قدم. يلعب مع منتخب إسبانيا لكرة القدم. سبق له أن لعب في كأس العالم لكرة القدم مع منتخب بلاده.

## روابط خارجية
- ألبرتو غوريز على موقع الاتحاد الدولي (مؤرشف)  (الإنجليزية)
- ألبرتو غوريز على موقع قاعدة بيانات كرة القدم.إي يو (الإنجليزية)
- ألبرتو غوريز على موقع ناشيونال فوتبول تيمز (الإنجليزية)
- ألبرتو غوريز على موقع Soccerway.com (الإنجليزية)